# 阿尔蒙莱瑞尼
阿尔蒙莱瑞尼（法語：Almont-les-Junies，法語發音：[almɔ̃ le ʒyni]）是法国阿韦龙省的一个市镇，属于鲁埃格自由城区。

## 地理
阿尔蒙莱瑞尼（44°35'47"N, 2°17'36"E）面积23.75 平方千米，位于法国奧克西塔尼大區阿韦龙省，该省份为法国南部内陆省份，位于法國中央高原南部，北起顺时针与康塔爾省、洛泽尔省、加尔省、埃罗省、塔恩省、塔恩-加龙省和洛特省接壤。
与阿尔蒙莱瑞尼接壤的市镇（或旧市镇、城区）包括：鲁埃格地区孔克、菲尔米、弗拉尼亚克、圣帕尔泰姆。

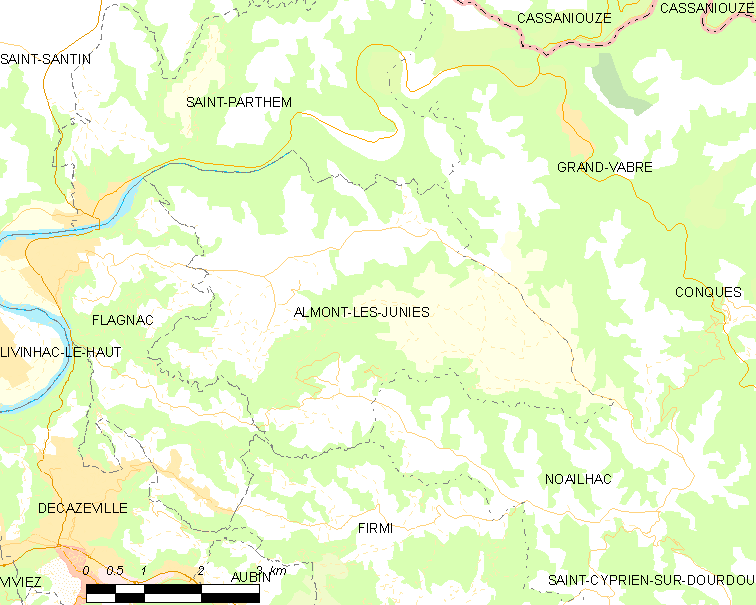
阿尔蒙莱瑞尼的OSM定位图

阿尔蒙莱瑞尼的时区为UTC+01:00、UTC+02:00（夏令时）。

## 行政
阿尔蒙莱瑞尼的邮政编码为12300，INSEE市镇编码为12004。

## 政治
阿尔蒙莱瑞尼所属的省级选区为洛特-杜尔杜县。

## 人口

1962-2008年间阿尔蒙莱瑞尼人口变化图示

阿尔蒙莱瑞尼于2022年1月1日时的人口数量为438人。